# Taio
Taio település Olaszországban, Trento megyében.  Taio Coredo, Nanno, Sanzeno, Tres, Ton, Vervo, Denno és Tassullo községekkel határos.

## Népesség
A település népességének változása: